# Corticium gloeosporum
Corticium gloeosporum är en svampart som beskrevs av P.H.B. Talbot 1948. Corticium gloeosporum ingår i släktet Corticium och familjen Corticiaceae.   Inga underarter finns listade i Catalogue of Life.